# スパイ・スクール
『スパイ・スクール』（Spy School）は、2008年に公開されたアメリカ映画。アメリカ以外の国では『Doubting Thomas』のタイトルで公開された。日本では劇場未公開だがWOWOWで放送された。

## あらすじ
母親と二人暮らしの中学生トーマスは大ボラを吹いてばかりいる問題児。
校長からも目を付けられ、校長秘書である母親のクレアはいつもヒヤヒヤしている。
そんなトーマスはクラスでも浮いた存在で、リーダー格の悪ガキ・ドレイクとぶつかってばかり。
トーマスをまともに相手にするのはジャッキーだけだが、それはジャッキーがトーマスのことを好きだから。
それなのにトーマスは優等生の美少女マディソンに夢中。
ジャッキーの切ない想いをトーマスは知らない。
そんなある日、トーマスは何者かが学校のダンスパーティで誰かを誘拐しようと企んでいることを偶然耳にする。
翌日になって、ダンスパーティに大統領令嬢クリスティーナがゲストとしてやって来ることを知ったトーマスは、
誘拐犯のターゲットがクリスティーナだと直感、校長に事情を説明するが、大ボラ吹きのトーマスの話を校長が信用するはずもない。
トーマスは仕方なく新任のランドール先生に相談する。

## キャスト
- トーマス・ミラー - フォレスト・ランディス
- ジャッキー・ホフマン - アナソフィア・ロブ
- ランドール先生 - ライダー・ストロング
- クレア・ミラー - リー・トンプソン： トーマスの母。
- アルバート - D・L・ヒューリー： 校務員。
- ハンプトン校長 - ロジャー・バート
- ドレイク・チャップマン - ティミー・ディータース
- マディソン・クレイマー - テイラー・モンセン
- ベイリー先生 - エズラ・バジントン
- ブレクター（ブレックナー）先生[2] - スージー・ナカムラ
- グリッサム - ブライアン・ポセーン： 校務員。
- クリスティーナ・アダムス - メラニー・エイブラモフ： 大統領令嬢。